# Leonardo León
Leonardo León Solís (Quinta Normal, Santiago, 1952) es un historiador chileno. Su labor profesional se ha centrado en el análisis del mundo mapuche, la historia fronteriza y, más recientemente, en la historia de la plebe y su participación en la guerra de la Independencia desde la perspectiva de la historia social y de los grupos subalternos.
En 2018 fue condenado a nueve años de presidio efectivo bajo cargos de abuso sexual contra su hija, mientras esta tenía entre 6 y 16 años.

## Biografía
Nacido y criado en la comuna de Quinta Normal, en la antigua población Buenos Aires, realizó su instrucción primaria en la Escuela Superior de Hombres n.º 192. Posteriormente, cursó estudios de Artes e Historia en la Escuela de Bellas Artes y en el Instituto Pedagógico de la Universidad de Chile, respectivamente. Sin embargo, con el advenimiento del golpe de Estado de 1973, su formación académica se vio interrumpida, siendo detenido en el año 1974 y exiliado a Inglaterra al año siguiente.
En 1979 obtuvo el grado de Magíster en Historia Latinoamericana en la Universidad de Londres, a la vez que fundó la revista Nueva Historia junto a los historiadores, también exiliados, Gabriel Salazar y Luis Ortega Martínez.
En el año 1992, ya de regreso en Chile, obtuvo el grado de Profesor de Estado en Historia y Geografía por la Universidad Metropolitana de Ciencias de la Educación, ejerciendo como docente en dicha casa de estudios, en la Universidad Arcis y en la Facultad de Filosofía y Humanidades de la Universidad de Chile.
A fines del 2014 fue elegido por sus colegas como Director del Departamento de Historia de la Universidad de Chile.
Sus últimas investigaciones se enfocaron en la mercatilización de las tierras mapuche.

## Acusaciones por acoso sexual
En octubre del 2015, afloraron antiguos casos de acoso y abuso de poder. Entre los inculpados figuraba el propio León, protagonista de un polémico sumario en la Universidad de Valparaíso en el año 1998, que tuvo como resultado una multa correspondiente al 20% de su sueldo. En aquella ocasión, la investigación logró acreditar, como explícita la resolución definitiva de la Universidad del 30 de marzo de 1999, que "el profesor Leonardo León mantuvo relaciones íntimas con alumnas de los cursos que impartía, desde mediados de 1996" y que "al menos en dos casos, tuvo contacto de índole sexual en su oficina"; sin embargo, "no existió coacción sobre las estudiantes", aunque se aprovechó "de su calidad de académico para trabar amistad y luego mantener relaciones íntimas con estudiantes de los primeros años de la carrera, aún poseedoras de un grado de inmadurez fácilmente detectable por una persona experimentada".
Nuevos y diversos casos se dieron a conocer a fines del 2015 y principios del 2016 por parte de un amplio número de estudiantes y exalumnas de la Universidad de Chile. Ante tal escenario, el alumnado solicitó su inmediata desvinculación de esa casa de estudios, lo que motivó la posterior renuncia de León a sus cargos de jefe de departamento y docente, en mayo de 2016.
A mediados de diciembre de 2016, la hija de León y de su expareja Marisol Videla Lara presentó una querella contra sus progenitores por supuestos abusos sexuales del padre en contra de ella cuando era menor de edad (al momento de interponer la acción judicial, C., como se identifica en la prensa a la hija, ya había cumplido los 18 años). El fiscal adjunto de Quilpué, Hernán Silva Satta, anunció en enero de 2017 que el 2 de febrero formalizaría al historiador y a su pareja por el delito del que lo acusa su hija, según la cual las primeras transgresiones sexuales en contra de ella habrían ocurrido cuando tenía 6 años y se habrían prolongado hasta principios de 2015. Los episiodios, según C., trancurrieron en "los distintos domicilios donde residió junto a su madre y hermano, además de la vivienda del denunciado, de los abuelos maternos y lugares de estadía por vacaciones"; además, denunció "haber sido expuesta a ver y escuchar relaciones sexuales entre sus padres".
Aunque la defensa de León afirmó entonces que los abusos nunca existieron y que ambos padres llegarían a juicio oral para "demostrar su inocencia y para probar que el relato de C. obedece a una revancha de la joven frente a reglas de comportamiento que le había impuesto su madre", el 2 de febrero de 2017 el Juzgado de Garantía de Quilpué dictó prisión preventiva en contra del historiador por considerar que la libertad del imputado representa un peligro para la seguridad de la sociedad. Los abogados insistieron en la inocencia de los acusados y anunciaron que apelarán la medida.
El 6 de abril de 2018, el Tribunal Oral de lo Penal de Viña del Mar lo declaró por unanimidad culpable de abuso sexual reiterado contra una menor de edad (su hija) y el 11 del mismo mes dictó la sentencia que lo condena a 9 años de prisión efectiva.

## Libros
- Maloqueros y Conchavadores en Araucanía y las pampas, 1700-1800, Universidad de la Frontera, Temuco, 1990
- Apogeo y Ocaso del toqui Francisco Ayllapangui de Malleco, 1769-1776. DIBAM-LOM, Santiago, 1999
- Araucanía: la frontera mestiza, siglo XIX, Universidad Cardenal Silva Henríquez, Santiago, 2003
- Los señores de la cordillera y las pampas: los pehuenches de Malargüe, 1770-1800, DIBAM, Centro de Investigaciones Diego Barros Arana, Santiago, 2004
- Araucanía: la violencia mestiza y el mito de la pacificación, 1880-1900, Universidad Arcis, Santiago, 2005
- Ni patriotas ni realistas. El bajo pueblo durante la Independencia de Chile 1810-1822, Dirección de Bibliotecas, Archivos y Museos, Santiago, 2011